# Léon Pasqual
Léon Pasqual, né le 4 février 1869 à Avesnes-sur-Helpe (Nord) et mort le 5 mars 1927 à Paris (Seine) est un avocat et homme politique français.

## Biographie
Fils et neveu d'avocat, il succède à son père au barreau d'Avesnes-sur-Helpe, il sera bâtonnier. Il se lance très jeune en politique, devenant en 1897 conseiller municipal d'Avesnes, puis de 1899 à 1924, député du Nord, succédant à son cousin Léon Guillemin. Il passe au Sénat de 1924 à sa mort, en 1927. Il siège au groupe de la Gauche démocratique. Ancien prisonnier de guerre en 1914, il s'investit beaucoup sur ce sujet après 1918, et obtient que les années de captivité soient prises en compte dans le calcul des pensions,.

## Hommage
- Une rue d'Avesnes-sur-Helpe porte son nom[3].

## Distinctions
- Chevalier de la Légion d'honneur par décret du 27 décembre 1923[4].

## Sources
- « Léon Pasqual », dans le Dictionnaire des parlementaires français (1889-1940), sous la direction de Jean Jolly, PUF, 1960 [détail de l’édition]